# Ghiacciaio del Tessonet
Il ghiacciaio del Tessonet (pron. fr. AFI: [tesone]; in francese, Glacier du Tessonet) si trova nel piccolo gruppo del monte Emilius in Valle d'Aosta, nell'alto vallone di Grauson (laterale della val di Cogne in Valle d'Aosta), alla base della parete nord-ovest della punta Tersiva (3 515 m). Seppure di modeste dimensioni è il più vasto della zona.
La sua estensione misura circa 55 ettari. Le sue caratteristiche principali sono: esposizione nord-ovest, lunghezza 1,0 km circa, larghezza 0,8 km circa, inclinazione media 28°, quota massima 3250 metri circa, quota minima 2 900 metri.